# Hypothèse ad hoc

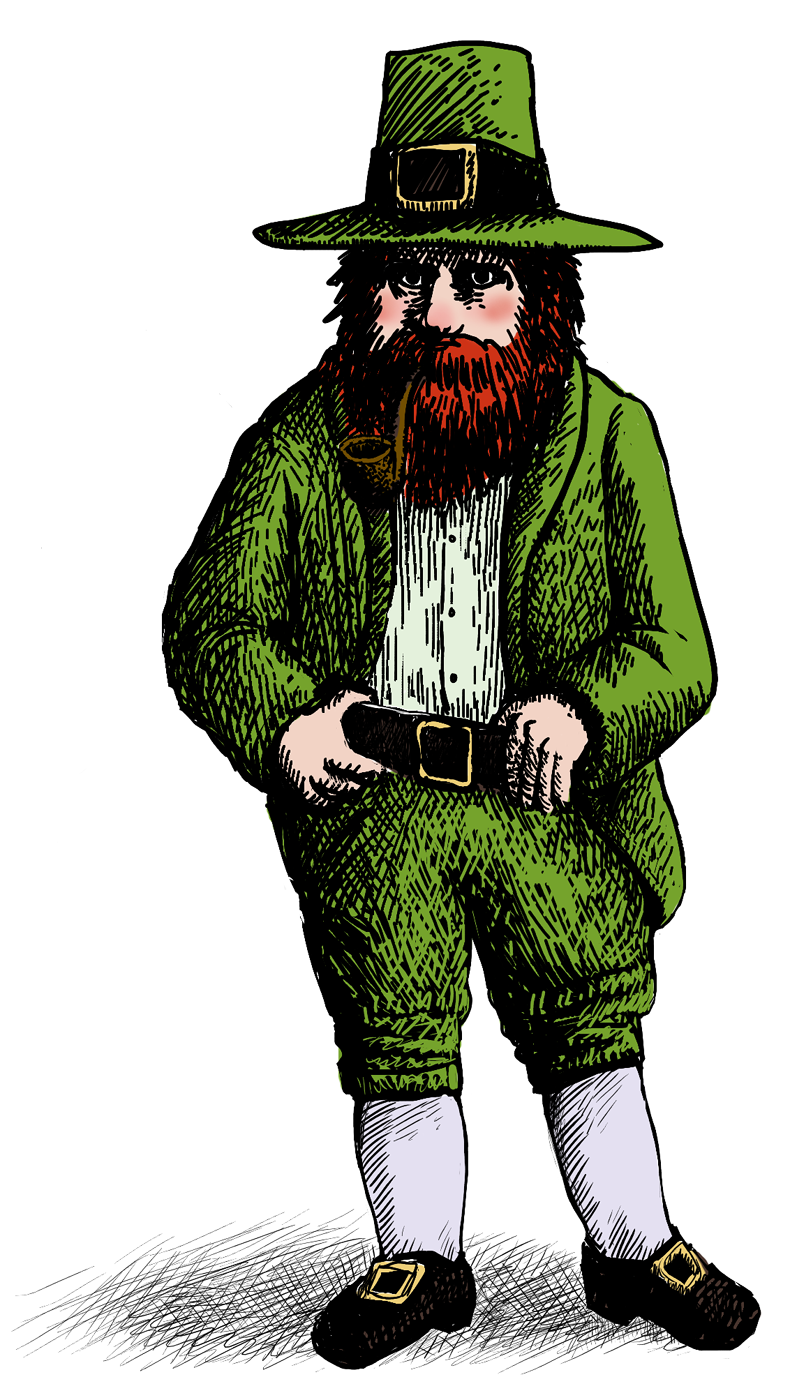
Si quelqu'un veut croire en l'existence des lutins, il peut empêcher sa théorie d'être démentie en y ajoutant des hypothèses ad hoc ("ils sont invisibles", "leurs desseins sont complexes", etc.).

En science et en philosophie, une hypothèse ad hoc (latin: « pour cela ») est une hypothèse « arbitraire » ajoutée à une théorie afin d'empêcher de la voir réfutée. Cet argument, qui peut être utilisé de manière tout à fait légitime ou fallacieuse, est utilisé pour compenser les anomalies non prévues par la théorie dans sa forme initiale.

## Dans la communauté scientifique
Les scientifiques sont souvent sceptiques à propos des théories qui s'appuient sur des fréquents ajustements sans fondements pour les soutenir. En effet, si un théoricien choisit d'en faire, il n'y a pas de limite au nombre d'hypothèses ad hoc qu'il pourrait ajouter. Ainsi, la théorie devient de plus en plus complexe, mais n'est jamais réfutée. Ceci est cependant un coup porté au pouvoir prédictif de la théorie. Les hypothèses ad hoc sont souvent caractéristiques des thèses paranormales ou pseudo-scientifiques. Par exemple dans le cadre d'expérimentations sur les perceptions extrasensorielles, des chercheurs peuvent prétendre que ce sont les pensées des observateurs qui influencent négativement le protocole et donc les résultats.
Une hypothèse ad hoc n'est pas nécessairement incorrecte ; dans certains cas, une modification mineure d'une théorie était tout ce qu'il y avait de plus nécessaire. Par exemple, les ajouts par Albert Einstein de la constante cosmologique à la relativité générale ayant mené à un univers statique l'ont été ad hoc. Bien que plus tard, il se réfèrera à cette révision comme ayant été sa "plus grosse bourde", elle peut aujourd'hui correspondre aux théories modernes de l'énergie noire.
En science, afin de modérer les hypothèses ad hoc, il est d'usage de faire recours à la réfutabilité (dans l'esprit du rasoir d'Occam). La réfutabilité signifie que les scientifiques sont plus susceptibles de rejeter une théorie qui devient de plus en plus accablée par la falsification des observations ou l'ajout d'hypothèses ad hoc.